# Komisja Romano Prodiego
Komisja Romano Prodiego – Komisja Europejska, która rozpoczęła działalność 13 września 1999, a zakończyła 21 listopada 2004. Jej przewodniczącym był Romano Prodi, a wiceprzewodniczącymi Neil Kinnock i Loyola de Palacio. Komisja początkowo składała się z przewodniczącego i 19 komisarzy. Po dwóch przedstawicieli posiadały Wielka Brytania, Hiszpania, Włochy, Francja i Niemcy. 1 maja 2004 po rozszerzeniu Unii Europejskiej rozszerzyła się o dziesięciu dodatkowych komisarzy z nowych państw członkowskich.

## Skład Komisji Europejskiej
| Nazwisko                                                                                        | Narodowość                       | Stanowisko                                                                                   |
| ----------------------------------------------------------------------------------------------- | -------------------------------- | -------------------------------------------------------------------------------------------- |
| Romano Prodi                                                                                    | Włochy                           | Przewodniczący Komisji Europejskiej                                                          |
| Loyola de Palacio                                                                               | Hiszpania                        | Wiceprzewodniczący. Komisarz ds. Instytucji i Strategii Komunikacyjnej, Energii i Transportu |
| Neil Kinnock                                                                                    | Wielka Brytania                  | Wiceprzewodniczący. Komisarz ds. Administracji, Audytu i Zwalczania Nadużyć Finansowych      |
| Erkki Liikanen (do lipca 2004) Olli Rehn (od lipca 2004) Ján Figeľ (od 1 maja 2004)             | Finlandia · Finlandia · Słowacja | Komisarz ds. Przedsiębiorstw i Społeczeństwa Informacyjnego                                  |
| António Vitorino                                                                                | Portugalia                       | Komisarz ds. Wymiaru Sprawiedliwości oraz Obszaru Wolności i Bezpieczeństwa                  |
| Margot Wallström                                                                                | Szwecja                          | Komisarz ds. Ochrony Środowiska                                                              |
| Pedro Solbes (do kwietnia 2004) Joaquín Almunia (od kwietnia 2004) Siim Kallas (od maja 2004)   | Hiszpania · Hiszpania · Estonia  | Komisarz ds. Ekonomicznych i Monetarnych                                                     |
| Michel Barnier (do kwietnia 2004) Jacques Barrot (od kwietnia 2004) Péter Balázs (od maja 2004) | Francja · Francja · Węgry        | Komisarz ds. Polityki Regionalnej                                                            |
| Franz Fischler Sandra Kalniete (od maja 2004)                                                   | Austria · Łotwa                  | Komisarz ds. Rybołówstwa i Polityki Morskiej                                                 |
| Michaele Schreyer Markos Kiprianu (od maja 2004)                                                | Niemcy · Cypr                    | Komisarz ds. Programowania Finansowego i Budżetu                                             |
| Philippe Busquin (do lipca 2004) Louis Michel (od lipca 2004)                                   | Belgia · Belgia                  | Komisarz ds. Nauki i Badań                                                                   |
| Viviane Reding Dalia Grybauskaitė (od maja 2004)                                                | Luksemburg · Litwa               | Komisarz ds. Edukacji, Szkoleń, Kultury i Języków UE                                         |
| David Byrne Pavel Telička (od maja 2004)                                                        | Irlandia · Czechy                | Komisarz ds. Zdrowia i Ochrony Konsumentów                                                   |
| Günter Verheugen Janez Potočnik (od maja 2004)                                                  | Niemcy · Słowenia                | Komisarz ds. Rozszerzenia                                                                    |
| Poul Nielson Joseph Borg (od maja 2004)                                                         | Dania · Malta                    | Komisarz ds. Rozwoju i Pomocy Humanitarnej                                                   |
| Mario Monti                                                                                     | Włochy                           | Komisarz ds. Konkurencji                                                                     |
| Chris Patten                                                                                    | Wielka Brytania                  | Komisarz ds. Stosunków Zewnętrznych i Europejskiej Polityki Sąsiedztwa                       |
| Ana Diamandopulu (do marca 2004) Stawros Dimas (od marca 2004)                                  | Grecja · Grecja                  | Komisarz ds. Zatrudnienia, Spraw Społecznych i Wyrównywania Szans                            |
| Pascal Lamy Danuta Hübner (od maja 2004)                                                        | Francja · Polska                 | Komisarz ds. Handlu                                                                          |
| Frits Bolkestein                                                                                | Holandia                         | Komisarz ds. Rynku Wewnętrznego i Usług                                                      |